# Uta (Birnensorte)
Die Birnensorte Uta ist aus einer Kreuzung der Sorten Madame Verté und Bosc’s Flaschenbirne
am Institut für Obstforschung Dresden-Pillnitz entstanden. Seit 1996 ist diese Birne im Handel.
Die Frucht ist mittelgroß, kurzachsig und vollständig Goldbronze berostet.
Uta hat ein festes Fruchtfleisch, ist mittelsaftig, schmelzend mit kräftigem Aroma und einem ausgeglichenen Zucker/Säure-Verhältnis. Wirklich genussreif ist Uta, wenn die Schale um den Stiel herum leichte Falten bekommt.
Der Genusszeitraum ist von Mitte Oktober bis Februar.
Der Baum wächst mittel bis schwach und hat einen pyramidalen Wuchs mit viel kurzem Seitenholz.
Der Uta-Baum ist relativ robust, bekommt kaum Schorf, ist mittelanfällig gegen Feuerbrand und anfällig für Gitterrost. Uta ist diploid und eine gute Befruchtersorte.
Weltweit die stärkste Verbreitung findet Uta in Österreich. Hier wurde sie im Rahmen eines gemeinsamen Bio-Birnen-Projektes der Landwirtschaftskammer St. Pölten, der Steirerfucht und der Baumschule Deimel, Ottendorf an der Rittschein gezielt ausgepflanzt. Vermarktungspartner dieses Bioprojektes ist die Steirerfrucht.
Durch ihr Aussehen ist Uta sehr einprägsam, durch ihre Fruchtform und ihre Inhaltsstoffe ist diese Birne vielseitig verwendbar.